# Festival du film de Los Angeles
Ne doit pas être confondu avec Festival international du film de Los Angeles (AFI Fest).
Le festival du film de Los Angeles (Los Angeles Film Festival ou LAFF), également connu sous le nom de LA Film Fest, est un festival de cinéma annuel qui se tient chaque mois de juin dans le centre-ville de Los Angeles aux États-Unis. Il est consacré au cinéma indépendant international (longs métrages, courts métrages, documentaires). Il est le successeur du festival du film indépendant de Los Angeles (Los Angeles Independent Film Festival, LAIFF).
Le festival est une étape de qualification pour toutes les catégories des Independent Spirit Awards décernés en mars de l'année suivante par la même organisation, Film Independant. Il permet aussi de qualifier les courts métrages aux Oscars du cinéma.

## Historique

### Los AngelesInternational Film Exposition
Dès 1971, la ville de Los Angeles accueille la première édition du festival Los Angeles International Film Exposition, plus connu sous le nom de Filmex, dédié aux longs et courts métrages. Créé par George Cukor, Philippe Chamberlin et Garry Essert, il n'est pas voué à la compétition. La première édition, dirigée par Garry Essert se déroule du 4 au 14 novembre au Chinese Theater à Hollywood. Multipliant les polémiques à cause de son comportement extravagant et souvent agressif, Garry Essert démissionne finalement de son poste en 1983. Le festival est interrompu avant d'être remplacé par le Los Angeles Independent Film Festival en 1995.

### Los Angeles Independent Film Festival
En 1995, le Los Angeles Independent Film Festival (LAIFF) est créé. Jusqu'en 2001, le LAIFF se déroule chaque année avant de devenir une branche du festival Film Independent qui organise depuis 1985 les Independent Spirit Awards à Santa Monica. En 2006, la ville de Los Angeles décide de s'associer à la manifestation qui devient le Festival du film de Los Angeles.

## Prix décernés
- Prix du cinéaste pour le meilleur film
- Prix du cinéaste pour le meilleur film documentaire
- Prix du public pour le meilleur film
- Prix du public pour le meilleur film documentaire
- Prix du public pour le meilleur film international
- Meilleure performance dans un long métrage en compétition
- Meilleur court métrage
- Meilleur court métrage documentaire
- Meilleur court métrage d'animation/expérimental
- Prix du public pour le meilleur court métrage